# Gedenkplaat
Dit overzicht is mogelijk incompleet; u kunt helpen door het uit te breiden.

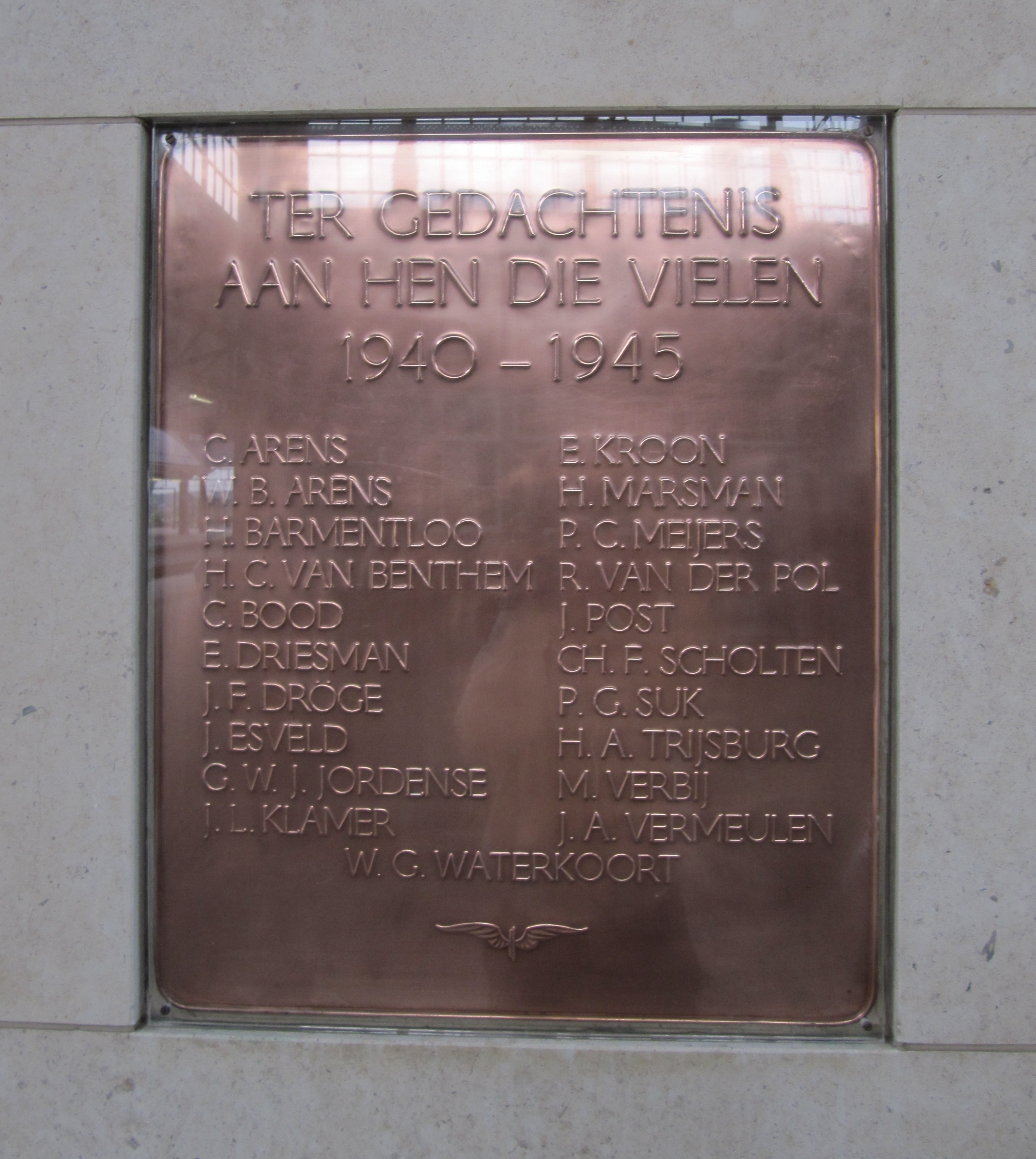
Een gedenkplaat op Station Amersfoort Centraal voor NS-personeel dat omkwam tijdens de Tweede Wereldoorlog

Een gedenkplaat of herdenkingsplaat is een plaquette die is gemaakt ter nagedachtenis aan mensen die zijn overleden of een gebeurtenis waarbij mensen zijn overleden. Gedenkplaten voor oorlogsslachtoffers en rampen worden vaak op publiek toegankelijke locaties geplaatst zoals op een plein, aan de muur van een gebouw of in een park. Er worden ook gedenkplaten voor huisdieren gemaakt die de eigenaar van het overleden dier bijvoorbeeld in de eigen tuin kan plaatsen of op een begraafplaats voor dieren.